# Håvard Klemetsen
Håvard Klemetsen (Kautokeino, 5 gennaio 1979) è un ex combinatista nordico norvegese.

## Biografia
In Coppa del Mondo ha esordito il 1º gennaio 2003 a Oberhof (33º), ha ottenuto il primo podio il 14 gennaio 2007 in Val di Fiemme (3º) e la prima vittoria il 14 gennaio 2011 a Seefeld in Tirol, in una gara a squadre HS109/4x5 km.
In carriera ha partecipato a due edizioni dei Giochi olimpici invernali, Torino 2006 (20º nell'individuale, 40º nella sprint) e Soči 2014 (10º nel trampolino normale, 9º nel trampolino lungo, 1º nella gara a squadre), e a cinque dei Campionati mondiali, vincendo sette medaglie.

## Palmarès

### Olimpiadi
- 1 medaglia:
  - 1 oro (gara a squadre a Soči 2014)

### Mondiali
- 7 medaglie:
  - 1 oro (gara a squadre a Oberstdorf 2005)
  - 2 argenti (gara a squadre dal trampolino normale a Val di Fiemme 2013; gara a squadre dal trampolino normale a Falun 2015)
  - 4 bronzi (gara a squadre a Sapporo 2007; gare a squadre dal trampolino normale, gara a squadre dal trampolino lungo a Oslo 2011; sprint a squadre dal trampolino lungo a Falun 2015)

### Coppa del Mondo
- Miglior piazzamento in classifica generale: 5º nel 2014
- 21 podi (7 individuali, 14 a squadre):
  - 7 vittorie (1 individuale, 6 a squadre)
  - 10 secondi posti (5 individuali, 5 a squadre)
  - 4 terzi posti (1 individuale, 3 a squadre)

#### Coppa del Mondo - vittorie
| Data             | Località            | Nazione   | Trampolino                  | Spec.                                                          |
| ---------------- | ------------------- | --------- | --------------------------- | -------------------------------------------------------------- |
| 14 gennaio 2011  | Seefeld in Tirol    | Austria   | Toni Seelos HS109           | T NH/4x5 km (con Magnus Moan, Jan Schmid e Mikko Kokslien)     |
| 3 dicembre 2011  | Lillehammer         | Norvegia  | Lysgårdsbakken HS100        | IN NH/10 km                                                    |
| 5 gennaio 2013   | Schonach            | Germania  | Langenwaldschanze HS106     | T NH/4x5 km (con Magnus Moan, Mikko Kokslien e Jørgen Graabak) |
| 1º dicembre 2013 | Kuusamo             | Finlandia | Rukatunturi HS142           | T LH/4x5 km (con Magnus Krog, Mikko Kokslien e Jørgen Graabak) |
| 1º marzo 2014    | Lahti               | Finlandia | Salpausselkä HS130          | T SP LH/2x7,5 km (con Jørgen Graabak)                          |
| 30 novembre 2014 | Kuusamo             | Finlandia | Rukatunturi HS142           | T SP LH/2x7,5 (con Jørgen Graabak)                             |
| 20 dicembre 2014 | Ramsau am Dachstein | Austria   | W90-Mattensprunganlage HS98 | T NH/4x5 km (con Mikko Kokslien, Jan Schmid e Jørgen Graabak)  |

Legenda:

IN = individuale Gundersen

T = gara a squadre

SP = sprint

NH = trampolino normale

LH = trampolino lungo